# Long Time, No Sea
Long Time, No Sea è il secondo EP del gruppo musicale statunitense Attack Attack!, pubblicato il 29 ottobre 2021. È il primo lavoro in studio del gruppo dopo la riunione avvenuta nel 2020.

## Tracce
1. Kawaii Cowboys – 0:42
2. Brachyura Bombshell – 3:44
3. Press F – 2:58
4. All My Life – 3:04
5. Fade with Me – 3:34
6. Dear Wendy – 3:27

## Formazione
- Chris Parketny – voce
- Andrew Whiting – chitarra
- Jay Miller – basso
- Andrew Wetzel – batteria, percussioni